# Atef Maoua
Atef Maoua, né le 28 janvier 1981 à Nabeul, est un basketteur tunisien.
Il a disputé le championnat du monde masculin de basket-ball 2010 avec l'équipe de Tunisie.

## Carrière
- 2001-2009 : Jeunesse sportive kairouanaise ( Tunisie)
- 2009-2010 : CB Huelva Baloncesto ( Espagne)
- 2010-2016 : Étoile sportive du Sahel ( Tunisie)
- 2016-2017 : Union sportive El Ansar ( Tunisie)
- depuis 2017 : Dalia sportive de Grombalia ( Tunisie)

## Palmarès

### Clubs
- Champion de Tunisie : 2001, 2002, 2003, 2011, 2012, 2013
- Vainqueur de la coupe de Tunisie : 2002, 2005, 2011, 2012, 2013, 2016
- Vainqueur du championnat maghrébin de basket-ball : 2003
- Médaille d'or à la coupe d'Afrique des clubs champions 2011 ( Maroc)
- Médaille d'argent à la coupe d’Afrique des clubs champions 2013 ( Tunisie)
- Médaille d'or à la coupe arabe des clubs champions 2015 ( Émirats arabes unis)
- Médaille d'or à la coupe arabe des clubs champions 2016 ( Tunisie)

### Sélection nationale

#### Championnat d'Afrique
- Médaille de bronze au championnat d'Afrique 2009 ( Libye)

#### Championnat arabe des nations
- Médaille d'or au championnat arabe des nations 2008 ( Tunisie)
- Médaille d'or au championnat arabe des nations 2009 ( Maroc)

### Distinctions personnelles
- Meilleur tireur à trois points du championnat d'Afrique 2007
- Nommé dans le cinq majeur de la coupe d'Afrique des clubs champions 2008